# Inkwil
Inkwil ist eine politische Gemeinde im Verwaltungskreis Oberaargau des Kantons Bern in der Schweiz und besteht aus den Dorfteilen Dorf, Vorstatt und Station. Sie liegt am fünfhundert Meter langen und dreihundert Meter breiten Inkwilersee, der auf der Grenze zur benachbarten Solothurner Gemeinde Bolken liegt.

## Geschichte
Das Gebiet um Inkwil war schon in der Steinzeit besiedelt. Erstmals urkundlich erwähnt wurde das Dorf 1262 als Inchwile. Das Dorf gehörte den Grafen von Kyburg, nach deren Aussterben den Grafen von Neu-Kyburg, die es 1402 an die Stadt Burgdorf verkauften.

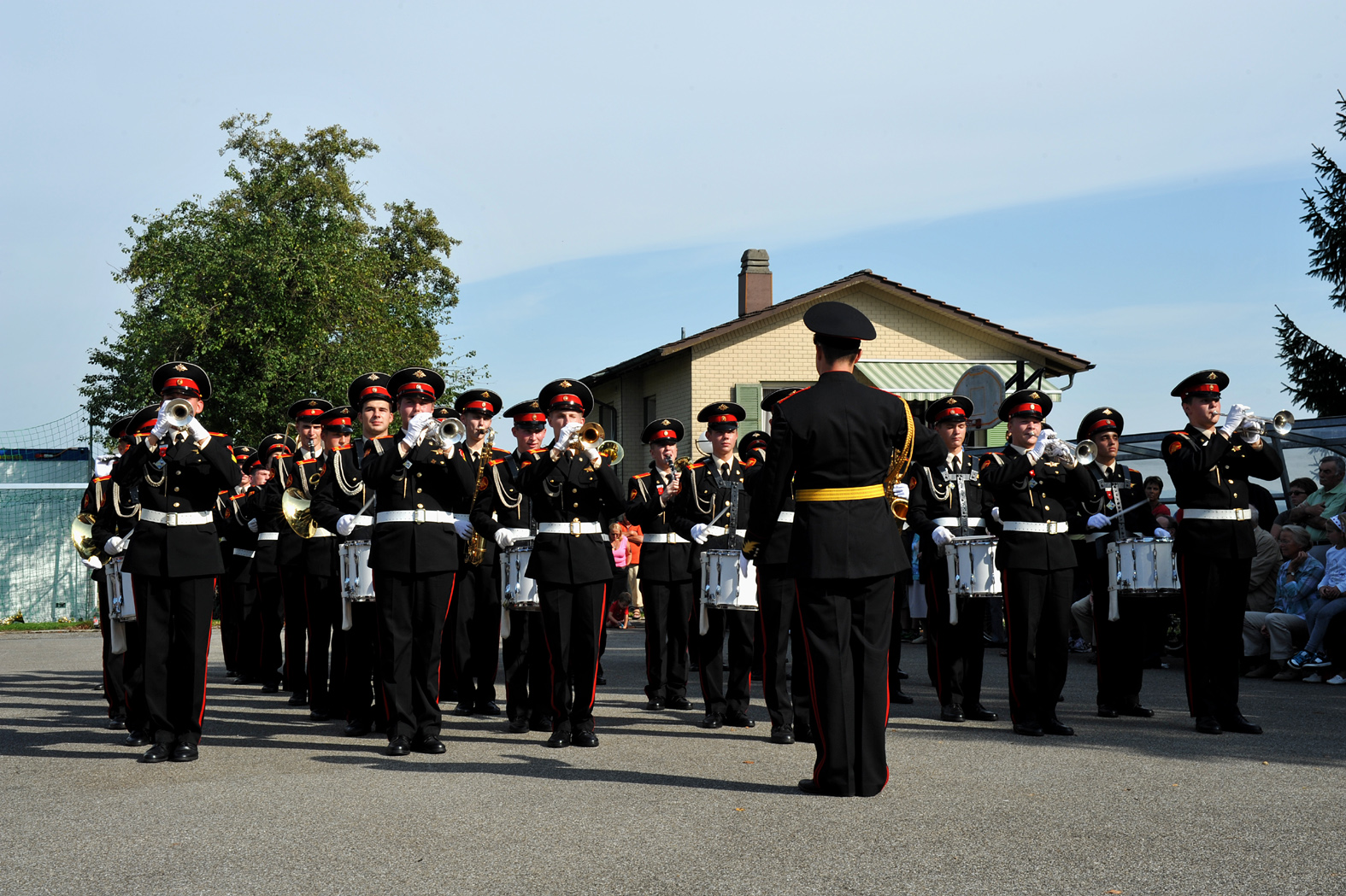
Auftritt der Suworow-Kadetten 2011 in Inkwil

## Schulen
Inkwil ist am Schulverband «Aare-Oenz» angeschlossen. In Inkwil sind die Klassen 5 und 6, in Heimenhausen die Klassen Kindergarten bis 4 und in Graben die Realklassen 7–9 untergebracht.

## Bevölkerung
| Bevölkerungsentwicklung | Bevölkerungsentwicklung |
| Jahr                    | Einwohner               |
| ----------------------- | ----------------------- |
| 1764                    | 154                     |
| 1850                    | 420                     |
| 1900                    | 442                     |
| 1950                    | 507                     |
| 2000                    | 654                     |
| 2023                    | 675                     |

## Wasserversorgung
Die Wasserversorgung ist Sache des Gemeindeverbandes Wasserversorgung an der untern Oenz (WVOe). Wie viele andere Wasserversorger hat auch die WVOe mit Chlorothalonil-Metaboliten zu kämpfen. Wasserproben aus dem Jahr 2019 zeigten gleich bei vier Trinkwasserfassungen des WVOe Überschreitungen der geltenden Höchstwerte. Infolge der Wärme und Trockenheit im Jahr 2019 wurden die Kunden im Juli desselben Jahres dazu aufgerufen, den Wasserverbrauch einzuschränken.

## Verkehr

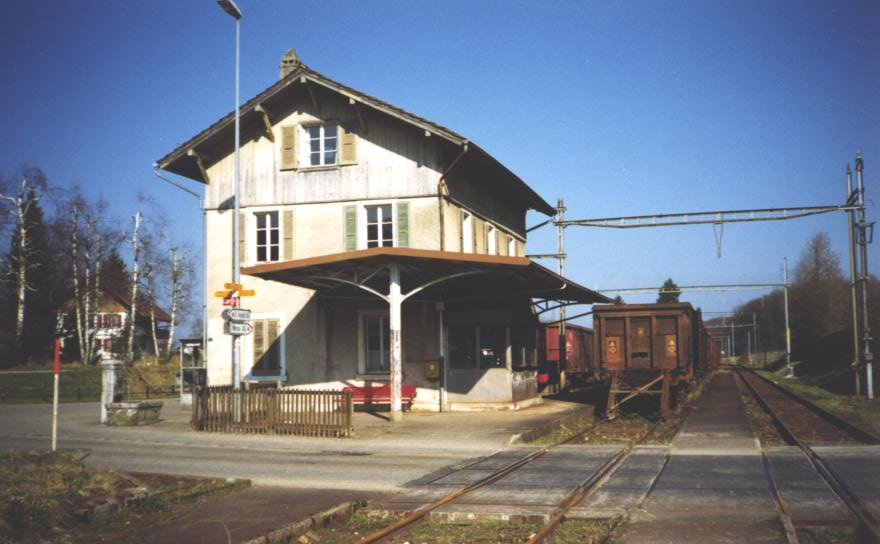
Bahnhof Inkwil, 1999

Inkwil lag an der 1857 eröffneten Bahnstrecke Solothurn–Herzogenbuchsee und besass eine Bahnstation, die 1992 mit der gesamten Bahnstrecke für den Personenverkehr stillgelegt wurde. Während der Abschnitt Inkwil–Herzogenbuchsee abgebrochen wurde, ist der Abschnitt Inkwil–Solothurn seit Dezember 2004 als Ausbaustrecke Solothurn–Wanzwil wieder in Betrieb, verfügt allerdings über keine Haltestellen mehr. Die Gemeinde wird vom Busbetrieb Solothurn und Umgebung (BSU) durch die Buslinie Solothurn–Herzogenbuchsee erschlossen.
Durch Inkwil führt ein Netz von Nebenstrassen in sämtliche Nachbargemeinden, die beiden nächstgelegenen Autobahnanschlüsse befinden sich an der A1 bei Wangen an der Aare (etwa 6 km) und Kriegstetten (etwa 8 km).